# Мар'яна-черниця
«Мар'яна-черниця» — незавершена поема Тараса Шевченка, розпочата 1841 року. Твір складається з двох частин: вступу — «Вітер в гаї нагинає» та власне поеми.

## Датування
Поема Тараса Шевченка «Мар'яна-черниця» датується орієнтовно на підставі авторського датування присвяти в чистовому автографі поеми — «Санкт-Петербург, ноября 22 1841 року» та помітки на першій сторінці в ньому рукою О. О. Корсуна — «Получ[ено] 18 январ[я] 1842. Харьков»: 1841 роком, С.-Петербург.

## Сюжет
Підготовлена Шевченком для публікації початкова частина поеми, хоч і не розкриває до кінця долі її героїв, дозволяє читачеві здогадуватися, як мав розгортатися сюжет далі: не погодившись одружитись із старим багатим сотником, Мар'яна піде в черниці (про це свідчить назва твору), а Петрусь, шукаючи щастя на «чужому полі», втратить зір на війні (цілком очевидно, що сліпий кобзар, який передає історію свого юнацького кохання, і є Петрусем). До мотиву нещасливого кохання заможної дівчини й убогого парубка Шевченко згодом звернеться в поезіях «І багата я...», «Породила мене мати...».

## Автограф та написання
Первісний автограф нині не відомий. Невдовзі після смерті Шевченка список з частини його (нині не відомий) зробив П. О. Куліш. За цим списком, довільно переробивши окремі місця твору, а шевченківський текст цих місць (рядки 65 — 76, 133, 175) винісши в підрядкові примітки, П. О. Куліш опублікував поему в журналі «Основа» (1861. — № 9. — С. 1 — 12). У вступних зауваженнях до публікації П. О. Куліш про автограф Шевченка писав: «Эта поэма, как можно догадываться, написана была Т. Гр. Шевченком вслед за „Катериною“ (насправді „Мар'яну-черницю“ написано хоча й після „Катерини“, але не відразу після неї). Черневой, неполный подлинник ее писан почти весь карандашом. Поправок почти нет в рукописи, но оригинал, очевидно, содержит в себе первый набросок. От этого некоторые стихи не дописаны, в других не соблюден размер; некоторые состоят из повторений, а в одном месте черта, проведенная от слова оддам, которым начинается не известный нам стих, показывает, что автор был намерен дополнять и совершенствовать свою поэму. Много в ней стихов слабых, много мест растянутых, но как набросок поэма эта весьма замечательна; она дышит свежею силою молодого еще таланта, и єсть в ней места высокопоэтические. Указывать их мы не будем, предоставляя читателю удовольствие отыскать самому лучшее между слабым и прекрасное между хорошим. Я списал ее с оригинала, часто очень нечеткого и сбивчивого, собственноручно и некоторые места редактировал, заменяя по возможности авторскую работу, что и означено в примечаниях» («Основа». — 1861. — № 9. — С. 1). Текст поеми опубліковано без присвяти Оксані Коваленко. Початок її (рядки 1 — 14) за нез'ясованим джерелом, очевидно, так само за Шевченковою чернеткою, надруковано в журналі «Основа» (1861. — № 3. — С. 4). Помилково його подано як окремий, самостійний твір Шевченка.
У листопаді 1841 року, після виходу в світ альманаху «Сніп» (X., 1841) і листування з його видавцем О. О. Корсунем, Шевченко продовжив працю над поемою, призначаючи твір для публікації в другому випуску «Снопа» (очевидно, відгукнувшись на запрошення О. О. Корсуна). Він підготував до друку лише початок «Мар'яни-черниці», виправивши і довершивши частину чорнового тексту. Поет начисто переписав її на 16 сторінках зошита, що з часом розпався на окремі аркуші. На полях рукопису багато малюнків Шевченка пером, деякі з них (на с. 11, 12) перегукуються з окремими епізодами твору. У чистовому автографі поема розпочинається присвятою (рядки 1 — 30), написаною, очевидно, пізніше від основної частини твору, ймовірно, під час підготовки рукопису до друку. Під присвятою дата: «Санкт-Петербург, ноября 22 1841 року».
Посилаючи чистовий автограф «Мар'яни-черниці» разом із віршем «Вітер в гаї нагинає…» О. О. Корсуну (ймовірно, в грудні 1841 року), Шевченко дописав під текстом поеми: «Отак зачинається моя „Черниця“ — а що дальше буде, то я і сам не знаю. Здається, і люльки не курю, а шматочки паперу, що була написана „Черниця“, розгубилися — треба буде знову компонувать. А поки що буде, надрукуйте хоч це, що маю, — тілько дрюкуйте своєю граматикою, бо вона мені дуже полюбилась» (арк. 8 звор.). На рукопису позначка О. О. Корсуна про одержання ним поеми: «Получ[ено] 18 январ[я] 1842. Харьков» (арк. 1). Очевидна суперечність у дописці Шевченка під текстом чистового автографа: «що дальше буде, то я і сам не знаю» — «шматочки паперу, що була написана „Черниця“, розгубилися» — дає підстави припустити, що твір поетом закінчений не був, оскільки не було з'ясовано остаточно загальні риси його сюжету, хоч принципова розв'язка конфлікту в уяві Шевченка, очевидно, вже існувала (на це, зокрема, вказує друге слово в назві поеми — «Мар'яна-черниця»). У чернетках були записані й окремі фрагменти дальших частин твору, які не ввійшли до надісланого до «Снопа» автографа. Про те, що первісний текст «Мар'яни-черниці» був повніший, ніж текст виправленої Шевченком частини поеми, свідчить публікація в «Основі», в другій половині якої (від рядка 185) наявні мотиви (розлука Мар'яни і Петра, довге чекання, розпач, в який впадає дівчина), що природно продовжують мотиви другого розділу поеми в автографі, проте логічно не пов'язуються з попередньою розповіддю публікації, текстуально близькою до першого розділу поеми в автографі. Отже, ймовірно, що серед чернеток, за якими друкувалася «Мар'яна-черниця» в «Основі», були ті «шматочки паперу», які «розгубилися» у Шевченка. Разом з тим текст другого розділу поеми в автографі майже не повторюється в «Основі». Розвиток сюжетного руху в підготовленій Шевченком до друку частині «Мар'яни-черниці» логічний і послідовний. Така послідовність відсутня у другій половині тексту «Основи», очевидно, в зв'язку з тим, що П. О. Куліш не мав тут суцільного тексту і сам компонував його з чернеток. Відомостей про те, чи працював Шевченко над поемою пізніше, нема. Твір лишився незавершеним. У листі до Г. С. Тарновського від 26 березня 1842 року, посилаючи йому щойно випущені в світ примірники поеми «Гайдамаки» (СПб., 1841), Шевченко ділився наміром видати до Великодня й поему «Мар'яна-черниця». «Я чув, що у вас є молоденькі дівчата, — писав поет. — Не давайте їм, будьте ласкаві, і не показуйте мої „Гайдамаки“, бо там є багато такого, що аж самому сором. Нехай трошки підождуть, я їм пришлю „Черницю Мар'яну“, к Великодню думаю надрюкувать. Це вже буде не возмутительноє». Великдень припадав 1842 року на 19 квітня. Можливо, Шевченко сподівався, що до цього часу поема «Мар'яна-черниця» та вірш «Вітер з гаєм розмовляє…», послані О. О. Корсуну наприкінці 1841 року, з'являться в другому випуску альманаху «Сніп». З листа в Харків до П. М. Корольова, який Шевченко написав з Петербурга 18 листопада 1842 року, відомо, що поет вів у цей час переговори про продаж видавцеві своїх творів, серед яких він називає і «Мар'яну-черницю»: «Заставили мене злидні продать свої компоновання всі — і дрюковані, і не дрюковані. Як побачите Корсуна, то скажіть йому, що „Мар'яна“ продана, коли дрюкує він тепер, то нехай, а коли ні, то щоб і не зачинав, бо з перших чисел декабря купець зачинає дрюковать». Особа «купця» та обставини угоди, про які пише поет, не відомі. Через рік права на видання Шевченкових творів придбав І. Т. Лисенков. У 1844 році він перевидав «Кобзар» 1840-го і, приєднавши до нього в частині тиражу нерозпродані примірники поеми «Гайдамаки», дав спільну назву «Чигиринский Кобзар и Гайдамаки. Две поэмы на малороссийском языке…». Поема «Мар'яна-черниця» І. Т. Лисенковим надрукована не була.
3 січня 1844 року під час гостювання в Яготині у маєтку Рєпніних Шевченко записав уривок поеми (рядки 1 — 14) в альбом М. Д. Селецької. Текст, вперше надрукований у збірнику «За сто літ» (1927. — Кн. 1. — С. 16), має варіанти.

## Видання
Підготовлюваний О. О. Корсунем другий випуск альманаху «Сніп» виданий не був. Посланий до нього Шевченком чистовий автограф поеми «Мар'яна-черниця» надовго лишився в О. О. Корсуна, а після його смерті (1891) — у його сина, О. О. Корсуна, який відхиляв численні прохання надати автограф для опублікування.
За неточною копією з автографа, надісланого у 1880-х роках О. О. Корсуном О. І. Псьол, поема друкувалася 1914 року: уривок (присвята) в журналі «Вестник Европы» (1914. — № 2. — С. 253—254); повністю — у виданні: «Шевченко Т. Г. Кобзарь» (СПб., 1914. — С. 70 — 81). Можливість надрукувати текст поеми за автографом з'явилася лише в 1920-х роках, коли архів О. О. Корсуна було придбано Пушкінським домом. Публікація, що супроводжувалась ґрунтовним текстологічним аналізом автографа, належала М. М. Новицькому.
Вперше поему введено до збірки творів у виданні: «Кобзарь Тараса Шевченка» / Коштом Д. Е. Кожанчикова (СПб., 1867. — С. 266—277). І того ж 1867 року — у виданні: «Поезії Тараса Шевченка» (Львів, 1867. — Т. 1. — С. 177—186). Ці і наступні публікації повторюють текст «Основи». За автографом «Мар'яну-черницю» вперше вміщено в збірці творів у виданні: «Шевченко Т. Поезії: Кобзар» / Зредагували та примітки додали І. Я. Айзеншток та М. А. Плевако (X.: ДВУ, 1925. — С. 103—112).
Відомі на сьогодні списки поеми «Мар'яна-черниця» походять від публікації в «Основі»: у рукописній збірці «Сочинения Т. Г. Шевченка» 1862 року, рукописному «Кобзарі» 1865 року, переписаному Д. Демченком, «Кобзарі» другої половини XIX ст..